# Crunk
Crunk ist ein Subgenre des Hip-Hop, das aus dem Süden der Vereinigten Staaten, insbesondere der Gegend um Memphis (Tennessee) stammt. Crunk verbindet Elemente des Dirty South, der Elektronischen Tanzmusik und der Bass Music zu einem elektronischen, clubtauglichen Sound, der im Gegensatz zum Dirty South auf Einflüsse des Souls und Funks verzichtet. Dieses Genre ist prägend für den Trap.
Die Begründer und ersten kommerziell erfolgreichen Künstler Anfang der 1990er waren Three 6 Mafia, Lil Jon mit Get Crunk, Who U Wit: Da Album, und Master P. Das deutsche Mainstream-Publikum erreichte der Crunk 2004, als die Single Yeah! des R'n'B-Sängers Usher, die von Lil Jon produziert wurde, vier Wochen lang Platz 1 der Deutschen Charts belegte.
Crunk basiert meist auf drummachine-erzeugten Synth-Rhythmen (insbesondere die Verwendung eines Roland TR-808) und stark akzentuierten, tiefen Bässen. Simple Keyboard- und Synthesizer-Sounds (bei neueren Tracks oft grelle SuperSaw-Töne) werden als Soundeffekte ergänzt. Über diese Instrumentals wird gerappt, gesungen und – für den Crunk besonders typisch – geschrien.
Der Begriff Crunk stammt vermutlich von dem englischen „crazy“ (engl. verrückt) und „drunk“ (engl. betrunken).

## Auswahl an Vertretern des Genres
Künstler, die die Stilrichtung mitbegründet haben
- Lil Jon
- Three 6 Mafia
- Master P
- Ying Yang Twins
- White Dawg

Weitere Künstler
- Pitbull
- Mystikal
- DJ Khaled
- Unk
- Lil Scrappy
- Young Buck
- Pastor Troy
- Tony D
- Family Force 5
- P$C
- Petey Pablo
- Slim Thug
- Chamillionaire
- Paul Wall
- Bone Crusher
- Dirrrty Franz
- 6ix9ine
- Duke Deuce

## Crunk gemischt mit anderen Genres
- als Crunk’n’B bezeichnet man eine Mischung aus R&B und Crunk (z. B. Yeah! von Usher)
- Crunkchata ist eine Wortschöpfung von Toby Love und ist eine Mischung aus Bachata und Crunk oder Contemporary R&B (z. B. Stripper Pole von Pitbull & Toby Love)
- Reggaecrunk ist eine Mischung aus Reggaeton und Crunk (z. B. Chevere von Voltio & Notch)
- Crunkcore steht für eine Mischung aus Crunk und Hardcore, dabei werden die Texte gescreamt oder geshoutet (Bsp. Bionic Ghost Kids, Crossfaith, Fear and Loathing in Las Vegas)